# Caso Uribe
El Caso Uribe es el nombre con el que se conoce al proceso judicial que transcurrió en Colombia en contra del expresidente de la república Álvaro Uribe Vélez. En un proceso que duró más de 10 años, el 28 de julio de 2025 el expresidente fue hallado culpable de los delitos de soborno a testigos en actuación penal, y fraude procesal, y fue absuelto por el delito de soborno simple, convirtiéndose en el primer expresidente colombiano en ser declarado culpable de cometer delitos, aunque estos delitos no están relacionados con su desempeño como presidente. Uribe fue sentenciado a 12 años de prisión y tendrá la oportunidad de apelar la decisión.
El caso inició en septiembre de 2014 cuando en un debate en el congreso citado por el senador Iván Cepeda para develar información sobre los presuntos vínculos de Uribe con grupos narcotraficantes y paramilitares de ultraderecha a lo largo de su carrera política, Uribe, quien era senador en aquel entonces, abandonó el recinto al iniciar el debate y a manera de respuesta se dirigió a la Corte Suprema a interponer una demanda por supuesta manipulación de testigos en contra de Cepeda. Tras el transcurso de la investigación, en febrero de 2018, la Corte declaró que había hallado que quien estaba intentando manipular testigos para engañar a la justicia era el mismo Uribe quien buscaba que dichos testigos declararan contra Cepeda por medio de visitas a las cárceles que uno de sus abogados, Diego Cadena, realizaba a personas privadas de la libertad. Anunciando que archivaba la investigación contra Cepeda e iniciaba la investigación contra Uribe.
En agosto de 2020, hubo un gran revuelo nacional cuando la Corte Suprema de Justicia le impuso a Uribe la medida de detención domiciliaria por riesgos de obstrucción a la justicia, mientras se desarrollaba la investigación. Este hecho causó que Uribe renunciara a su curul como senador, con el fin de ser juzgado por la justicia ordinaria y no por la corte suprema que investiga a funcionarios con fuero judicial. Uribe permaneció cerca de dos meses privado de la libertad hasta que una jueza revocó la medida de aseguramiento, y el caso pasó a ser investigado por la Fiscalía General de la Nación, en aquellos años dirigida por el abogado Francisco Barbosa y a quien se criticó por pedir la preclusión del proceso en dos oportunidades, por medio de sus fiscales delegados Gabriel Ramón Jaimes y Javier Cárdenas, preclusión que fue negada por dos juezas de la república elegidas por sorteo y cuya decisión fue ratificada en octubre de 2023 por los magistrados de la Sala Penal del Tribunal Superior de Bogotá en el proceso apelatorio en cuyo fallo confirmó que había elementos materiales probatorios suficientes para que la Fiscalía acusara a Uribe en juicio. También se destacó la proximidad del exfiscal Barbosa con el uribismo debido a su cercana amistad con el entonces presidente Iván Duque, quien fue su nominador al cargo, y quien a su vez fue considerado el heredero en el poder de Uribe.  Uribe fue imputado en marzo de 2024 por la Fiscalía General y llamado a juicio para responder por los presuntos delitos de soborno a testigos en actuación penal, fraude procesal y soborno. Fue hallado culpable en julio de 2025 de los dos primeros delitos con posibilidad de apelación.
Además de este proceso Uribe ha sido investigado por numerosos casos, considerados de mayor gravedad, sin embargo el caso de manipulación de testigos y fraude procesal ha ganado mayor notoriedad por ser el que ha tenido un mayor desarrollo jurídico y donde existen numerosos elementos probatorios que involucran directamente al expresidente Uribe. Otros delitos que se han investigado alrededor del expresidente incluyen hechos sucedidos anteriores a su presidencia como las masacres del Aro y la Granja, el asesinato del abogado de derechos humanos Jesús María Valle Jaramillo; entre otros casos; y hechos ocurridos durante su presidencia como su injerencia en el escándalo de los falsos positivos, el escándalo de las chuzadas, la yidispolítica y la parapolítica.
Uribe ha manifestado su inocencia y ha alegado que los casos jurídicos en su contra son una persecución política de sus opositores.

## Antecedentes

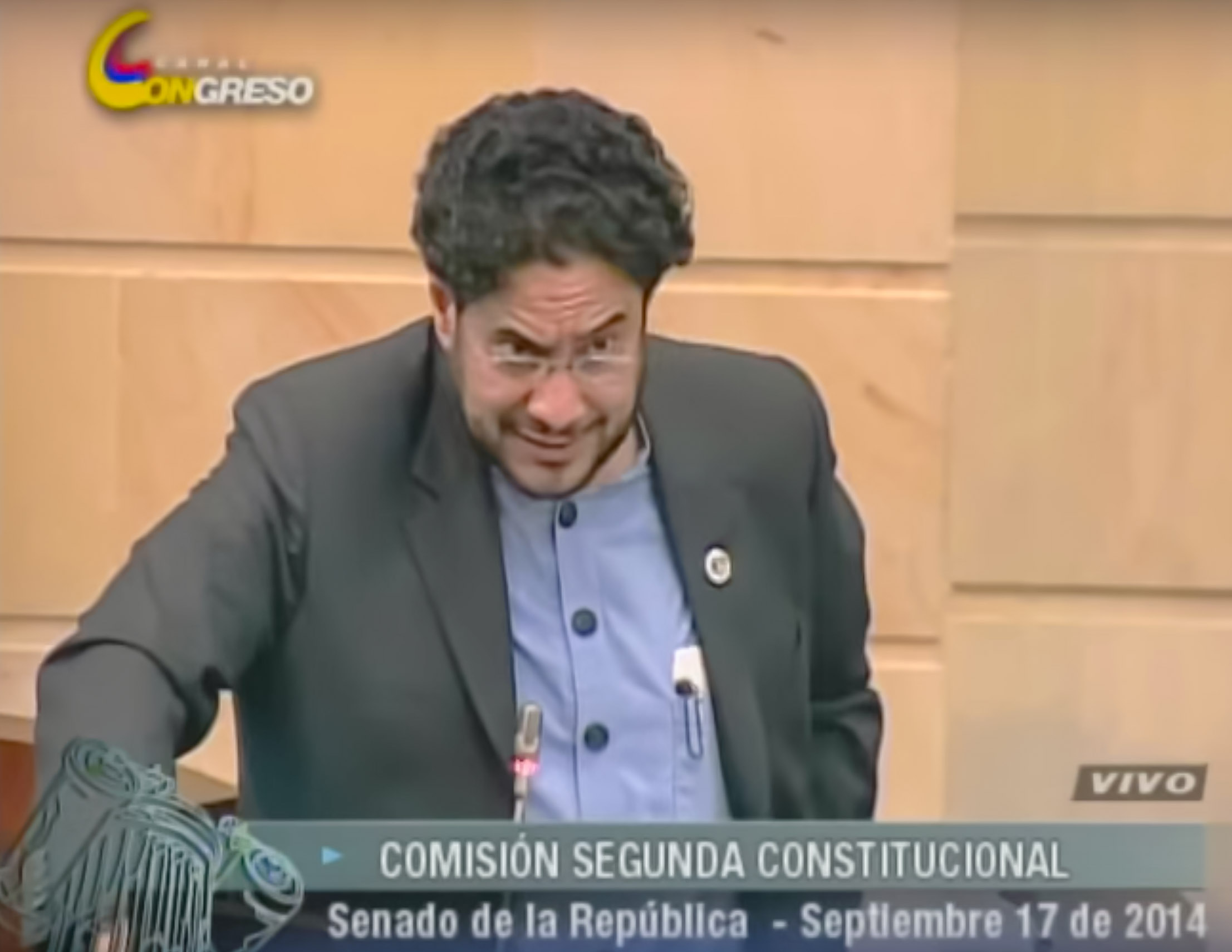
Iván Cepeda durante su intervención en el congreso en 2014.

El proceso contra Álvaro Uribe comenzó a raíz de las investigaciones del senador Iván Cepeda sobre los vínculos entre el expresidente y grupos paramilitares en Colombia. Cepeda, miembro de la Comisión de Derechos Humanos del Congreso, dedicó años a recopilar testimonios de víctimas y exparamilitares sobre crímenes cometidos por estos grupos. Como parte de esta labor, reunió declaraciones que señalaban a múltiples políticos y figuras de poder en Colombia, entre ellos Uribe, a quien varios exparamilitares acusaban de haber facilitado la creación de grupos armados ilegales durante su gestión como gobernador de Antioquia (1995-1997).
En 2012, Cepeda presentó parte de estos hallazgos en un debate en el Congreso, exponiendo testimonios de paramilitares como Salvatore Mancuso y Juan Guillermo Monsalve quien fue administrador de la hacienda Guacharacas, propiedad de la familia Uribe Vélez.
En 2014, Cepeda realizó un segundo debate en el Senado, donde amplió las acusaciones y presentó más testimonios de exparamilitares que afirmaban haber recibido órdenes de Uribe o de su hermano, Santiago Uribe, para formar grupos armados en Antioquia. Para ese momento, Álvaro Uribe ya había regresado a la política electoral y había sido elegido senador para el periodo 2014-2018, encabezando la lista del recién creado partido Centro Democrático. Uribe, en respuesta a las denuncias de Cepeda, lo acusó ante la Corte Suprema de Justicia por supuesta manipulación de testigos, alegando que el senador había sobornado a exparamilitares en las cárceles para obtener declaraciones en su contra.
En 2018, la Corte Suprema de Justicia determinó que no había pruebas contra Cepeda y archivó la investigación en su contra. En cambio, encontró indicios de que Uribe y su abogado, Diego Cadena, habrían intentado influir en testigos para desacreditar a Cepeda. Dado que Uribe era senador en ese momento, el caso fue asumido por la Corte Suprema, que abrió una investigación formal en su contra por presuntos delitos de soborno y fraude procesal. Este fue el punto de partida del proceso judicial que, años después, llevaría a Uribe a enfrentar cargos en la justicia ordinaria.

## Desarrollo

Diego Cadena, quien fue abogado de Uribe y es acusado dentro del proceso

### Investigación, parte civil e irregularidades
El 22 de febrero de 2018, la corte ordena una indagación preliminar para corroborar las denuncias y, finalmente, halla elementos para iniciar el proceso a los congresistas Álvaro Uribe Vélez y Álvaro Prada. Durante estos días, el abogado de Uribe, Diego Cadena, y Prada habrían realizado una visita a la Penitenciaría La Picota para entrevistarse con el exparamilitar Juan Guillermo Monsalve. Debido a los elementos encontrados, el 24 de julio la corte inicia investigación formal a Álvaro Uribe Vélez por los delitos de fraude procesal y soborno.El 15 de septiembre, la corte intercepta, por error, el teléfono de Álvaro Uribe, iniciándose una investigación en la Cámara de Representantes contra el magistrado José Luis Barceló; por esto, el 2 de noviembre el caso pasa a la Sala Especial de Instrucción, en cabeza de la magistrada Cristina Lombana. Once días después, el 18 de febrero, la corte rechazó la petición de Uribe de anular la investigación debido a las irregularidades de las interceptaciones del magistrado Barceló.  
El 7 de febrero de 2019, la Suprema Corte admitió a Iván Cepeda como parte civil dentro del caso y para el 10 de mayo la Sala Especial de Instrucción acepta la petición de Cepeda para que Cristina Lombana no quede a cargo del proceso, siendo relevada por el magistrado César Augusto Reyes Medina. El 9 de julio la Sala llama a Uribe y a Hernán Prada a indagatoria el 8 y 9 de octubre, respectivamente. Dos meses después, el 3 de septiembre, empieza la fase de recopilación de testimonios con el exparamilitar Carlos Enrique Vélez Ramírez. El 8 de octubre, como estaba previsto, se lleva a cabo la indagatoria de Álvaro Uribe, donde es sindicado de cometer soborno y fraude procesal. 

### Detención domiciliaria y pérdida de competencia
El 27 de julio de 2020, la fiscalía imputó cargos a Diego Cadena, en su propio proceso, por los delitos de soborno y fraude procesal.El 4 de agosto, la Corte Suprema de Justicia ordenó la detención domiciliaria contra Uribe luego de escuchar una serie de conversaciones, más de 27.000 pruebas de audio, y revisar un documento de más de 1500 páginas que resume las investigaciones en cabeza del magistrado César Augusto Reyes.El domingo 9 de agosto se hizo pública una conversación que sostuvo el abogado Cadena con el periodista Julio Sánchez Cristo, causando controversia. El martes, 11 de agosto, se venció el plazo que tenían sus abogados para interponer el recurso de reposición contra la detención; según Uribe, este no fue presentado por la falta de garantías que tendría en su proceso. Al día siguiente, Uribe es reseñado con el número 1087985, otorgado por el INPEC. 
Siete días después, el 18 de agosto, Uribe renunció a su curul en el Senado, por lo que el caso pasó a un juzgado civil y la investigación pasó a estar a cargo de la Fiscalía General de la Nación, esto debido a que la Corte Suprema solo podría conocer del caso en tanto Uribe estuviese aforado como congresista.El expediente se remitió el 2 de septiembre de 2020, mediante comunicado de prensa de la sala de instrucción de la Corte, reconociendo que no hay elementos para concluir que el Caso Uribe debía permanecer en la Corte Suprema. Es asignado dos días después, como fiscal a cargo de la investigación, el delegado ante la corte Gabriel Jaimes. Sus otros procesos por presuntas masacres en 1997 también fueron remitidos a la Fiscalía. 
El 10 de octubre y tras 66 días en arresto domiciliario, el fiscal pide al juez 30 de control de garantías dejar en libertad al ahora exsenador Álvaro Uribe Vélez y, el 6 de noviembre, el juez 4 de conocimiento ratificó que podía quedar en libertad mientras se adelantaba el proceso. 

### Proceso fallido de preclusión
El 15 y 20 de enero de 2021 los abogados de Uribe radican tutela por considerar que hay una violación al debido proceso; siete días después, el Tribunal Superior del Distrito Judicial de Bogotá declara improcedente la tutela. El fiscal Jaimes solicitó al juez a cargo, el 5 de marzo, la preclusión del proceso, aduciendo falta de pruebas.  
El 6 de abril de 2022, el Juzgado 28 Penal de Circuito inicia la audiencia de preclusión de Uribe, en la cual es negada la solicitud, por lo que el fiscal Javier Fernando Cárdenas pasó a estar a cargo de la investigación; el abogado Miguel Ángel del Río pidió que Deyanira Gómez, pareja de Monsalve, fuese vinculada como víctima dentro del proceso mientras que Roberto Rodríguez, también abogado, solicita que su prohijado, el periodista Gonzalo Guillén, también fuese vinculado de igual forma; ante esto, la fiscalía respondió la solicitud negativamente y pidió a la jueza revisión de la petición. La audiencia fue postergada para la revisión de la solicitud. El 9 de abril la juez Carmen Helena Ortiz Rassa reconoce a Deyanira Gómez como víctima provisional dentro del primer proceso, Guillén no fue admitido.  
El 29 de julio de 2022, tras pasar el caso a otro fiscal, se presentó la segunda solicitud de preclusión; el 23 de mayo de 2023, tras varias audiencias, la juez 41 de conocimiento de Bogotá decidió no precluir el proceso argumentando que la fiscalía no logró probar sus motivos para ello; Uribe respondió señalando la politización de la justicia.El 6 de octubre la sala penal del Tribunal Superior de Bogotá confirmó la no preclusión. 

### Acusación contra Uribe
Fue asignado a cargo del proceso el fiscal delegado ante la corte Andrés Palencia, esto por designación especial del fiscal general Francisco Barbosa; el 9 de enero de 2024, renuncia al proceso argumentado motivos personales. Aceptada la renuncia de Palencia, siete días después es asignado Víctor Salcedo quien se declara impedido argumentando haber expresado opiniones políticas cuando era columnista. El caso es finalmente delegado por reparto ese mismo día al fiscal primero delegado ante la corte Gilberto Villareal. 
El 9 de abril se presentó el escrito formal de acusación contra Álvaro Uribe Vélez, debiendo ser llevada la primera audiencia el día 17 de mayo y la segunda el día 24; el proceso es competencia de la juez 44 de conocimiento de Bogotá, Sandra Heredia.Álvaro Hernán Prada, vinculado al caso desde la investigación realizada por la Corte Suprema de Justicia, es llamado a juicio por este mismo tribunal el día 15 de mayo, esto tras haberse negado el traslado a la fiscalía en 2021 y habiéndose posesionado como magistrado del Consejo Nacional Electoral.

## Sentencia y condena
El 28 de julio de 2025 continúa en Bogotá el juicio penal contra el expresidente por los delitos de fraude procesal, soborno, y soborno en actuación penal. La audiencia fue llevada en el Complejo Judicial de Paloquemao, a cargo de la jueza Sandra Liliana Heredia, quien se inició la lectura del fallo en primera instancia.
Durante la sesión, la jueza ha declarado legales las interceptaciones telefónicas entre Uribe y su abogado Diego Cadena, así como los videos grabados con relojes espía por el exparamilitar Juan Guillermo Monsalve. Estas pruebas son consideradas clave para el caso.
También ha sido validado el testimonio de Iván Cepeda Castro, reconocido como víctima en el proceso, así como el de Deyanira Gómez, expareja de Monsalve. La jueza resaltó la coherencia del testimonio de Monsalve, mantenida por más de 14 años.
Por el contrario, varios testigos presentados por la defensa fueron calificados por la jueza como poco creíbles o contradictorios, incluyendo a alias Caliche y otros vinculados a la familia Uribe.
La jueza 44 del circuito Bogotá declaró a Álvaro Uribe inocente del delito "soborno simple" y culpable de los delitos "fraude procesal" y "soborno en actuación judicial".

## Reacciones

### Propuesta de Reforma a la Justicia
En 2020, el partido Centro Democrático, para entonces partido de gobierno, manifestó a través de una de sus congresistas, Paloma Valencia, el mismo día de conocida la orden de detención domiciliaria contra Uribe, la intención de su partido de promover una reforma a la justicia a través de una asamblea nacional constituyente, que le diera a Colombia una nueva constitución, y que permitiera la eliminación de los intereses políticos en las decisiones judiciales y creara una súper corte, es decir, un solo órgano judicial que conociera todos los asuntos de las actuales altas cortes de Colombia.
Los detractores de Uribe y su partido han manifestado que esta propuesta busca únicamente favorecer al expresidente.

### Uribe: ¿Primer expresidente procesado?
Contrario a la creencia arraigada, el Caso Uribe no es el primero ni el único donde un expresidente es procesado por la justicia colombiana, con resultados perjudiciales para el procesado, ya que en el siglo XIX le sucedió a Francisco de Paula Santander, en 1959 al exdictador Gustavo Rojas Pinilla y en 1997 a Ernesto Samper quien quedó precluido. 
En el caso del segundo (Rojas P.) se le procesó luego de renunciar a la presidencia, y se le condenó a perder todos sus derechos políticos. Sin embargo, su sentencia fue revisada y revocada en 1966, por lo que el político pudo volver a las arenas electorales en 1970.

### Opiniones internacionales
Varios expresidentes iberoamericanos expresaron su solidaridad con Uribe, afirmando su honorabilidad, entre los firmantes se encuentran Andrés Pastrana, Mauricio Macri, Felipe Calderón y José María Aznar, de Colombia, Argentina, México y España respectivamente. Sin embargo, el director para las Américas de la ONG, Human Rights Watch, señaló que la declaración firmada por los diferentes expresidentes "está plagada de errores fácticos y fomenta los actuales ataques del expresidente Uribe y su partido político a la independencia judicial en el país".
El exvicepresidente de los Estados Unidos, Mike Pence, calificó a Uribe como un "héroe" y exigió su pronta liberación, para que "pueda defenderse en libertad".
El mismo Álvaro Uribe, en su primera entrevista luego de conocerse su detención, el 16 de agosto de 2020, afirmó a Semana en vivo, con las perodistas Vicky Dávila y María Isabel Rueda, que se sentía "secuestrado" por la Corte y pidió a sus adversarios y partidarios estar muy atentos de "las elecciones del 2022".

### Contradenuncia, tutelas y relacionados
Uribe anunció que inició acciones legales contra el exmagistrado de la Corte Suprema de Justicia, el abogado penalista José Luis Barceló, quien abrió la investigación contra Uribe en el 2018. Uribe acusa a Barceló de estar interfiriendo en su proceso a través de la escogencia de sus sucesores en la corte, quienes actualmente son el juez natural del expresidente, es decir, los jueces constitucionalmente competentes para el caso.
Días antes de la medida de aseguramiento, los partidarios de Uribe, y algunos testigos a favor del senador también declararon que Barceló tenía serias intromisiones en el proceso.
Los ciudadanos colombianos afines a Uribe interpusieron 260 tutelas en favor del expresidente, solicitando su libertad por violación de procedimientos y otros motivos de índole política.